# Weldebräu
Weldebräu GmbH & Co. KG is een private brouwerij in de Paltsgemeente Plankstadt in de Duitse metropoolregio Rhein-Neckar. Ze is aangesloten bij Die Freien Brauer.

## Geschiedenis
De geschiedenis van de brouwerij begint in 1752, toen de paltsgraaf Karel Theodoor van Beieren een brouwvergunning verleende aan Heinrich Joos in Schwetzingen.
Johann Welde, de naamgever van de huidige brouwerij, nam het bedrijf over in 1888.
Omdat er geen uitbreiding mogelijk was op de oorspronkelijke locatie, verhuisde de brouwerij vanaf 1971 naar de buurgemeente Plankstadt. Daar kon ze zich ontwikkelen tot een moderne onafhankelijke brouwerij met een breed gamma aan bieren. Ze produceert ongeveer 100.000 hectoliter per jaar. Ze telt meer dan 40 medewerkers; aan de leiding (anno 2018) staat dr. Hans Spielmann. 

## Bieren
- Welde No. 1 "Slow Beer Pils", pils met 4,8 % alcoholpercentage
- Welde Export (Lagerbier, 5,6 %)
- Welde Naturstoff, Kellerbier gebrouwen met bio-gecertificeerde grondstoffen, 5,6 %)
- Kurpfalz Bräu Helles (5,2 %)
- Welde Jahrgangsbier Belgien (7,8 %, Saisonbier gebrouwen met de Belgische hopsoorten Challenge en Golding uit Poperinge en omgeving)
- Welde Jahrgangsbier England (6,7%, gebrouwen met Warrior Queen hop uit Engeland)
- Weizenbier;
- Speciale bieren:
  - Badisch Gose (Gose-bier, 4,6 %)
  - Welde Pepper Pils (4,8%, pils met toegevoegde peper)
  - Bourbon Barrel Bock (6,6%, gerijpt in oude bourbon-, rum- en tequilavaten)
  - Hop Stuff (5,6 %)
- Biermix:
  - Weizen Grape (Weizenbier + grapefruitsap)
  - Naturradler (bier + citroensap)
- Alcoholvrij bier